# سام ويلوبي
سام ويلوبي (بالإنجليزية: Sam Willoughby)‏ مواليد 15 أغسطس 1991 في جنوب أستراليا، هو دراج أسترالي. شارك في دورة الألعاب الأولمبية الصيفية وفاز بميدالية أولمبية.

## الميداليات
| الميدالية | المسابقة                       |
| --------- | ------------------------------ |
| فضية      | الألعاب الأولمبية الصيفية 2012 |

## روابط خارجية
- سام ويلوبي على موقع أرشيف الدراجات (الإنجليزية)
- سام ويلوبي على موقع CycleBase (الإنجليزية)
- سام ويلوبي على موقع نتائج كأس العالم لسباقات دراجات (بي.أم.إكس) (الإنجليزية)
- سام ويلوبي على موقع اللجنة الأولمبية الدولية (الإنجليزية)
- سام ويلوبي على موقع أوليمبيديا (الإنجليزية)
- سام ويلوبي على موقع اللجنة الأولمبية الأسترالية (الإنجليزية)